# Manonichthys winterbottomi
Manonichthys winterbottomi är en fiskart som beskrevs av Gill 2004. Manonichthys winterbottomi ingår i släktet Manonichthys och familjen Pseudochromidae. Inga underarter finns listade i Catalogue of Life.